# مفاعل الماء الخفيف

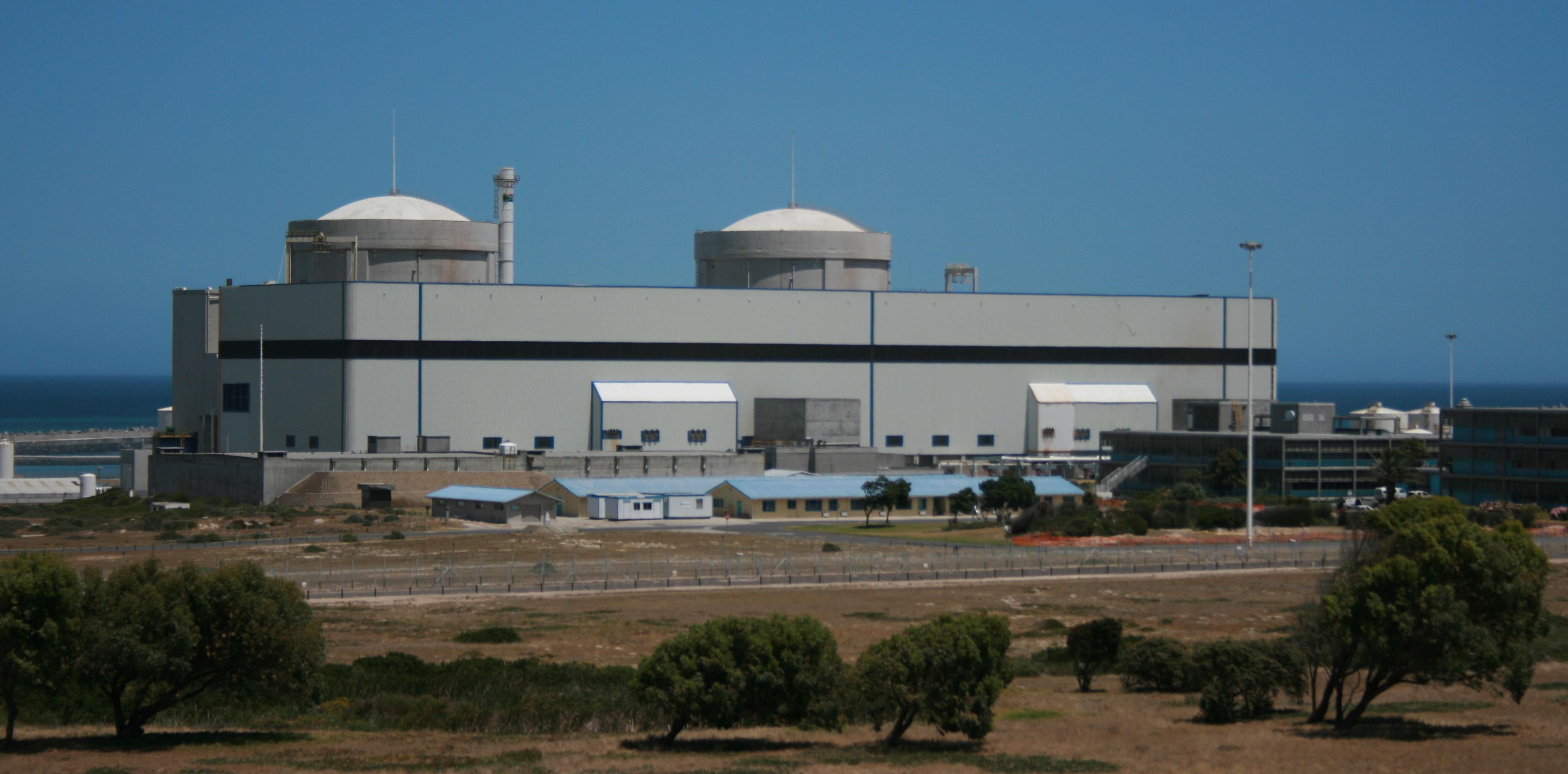
المفاعل النووي Koeberg لانتاج الكهرباء. يحتوي على مفاعلين يعملان باليورانيوم ويستخدم الماء للتهدئة ونقل الحرارة.

مفاعل الماء الخفيف (بالإنجليزية: Light water reactor، اختصاراً: LWR) هو نوع من المفاعلات النووية الحرارية thermal reactor يستخدم الماء العادي كمهدئ للنيوترونات وللتبريد، بعكس المفاعلات التي تستخدم الماء الثقيل لتهدئة سرعة النيوترونات وكمبرد. ومفاعلات الماء الخفيف هي أكثر أنواع المفاعلات انتشارا والتي تستخدم لإنتاج الطاقة الكهربائية من الطاقة النووية.
وتوجد ثلاثة أنواع من مفاعل الماء الخفيف، مفاعل الماء المضغوط ، ومفاعل الماء المغلي والمفاعل الذي يسمى مفاعل الماء فوق الحرج supercritical water reactor.

## تصميم المفاعل
ينتج مفاعل الماء الخفيف الطاقة الحرارية عن طريق التفاعل الانشطاري المتحكم فيه. ويتكون المفاعل من قلب المفاعل الذي يحتوي على وحدات الوقود النووي. وهو يحتوي أيضاً على قضبان للتحكم في سير التفاعل. ويتكون الوقود النووي من قضبان من الوقود النووي يبلغ قطرها 1 سم وطولها نحو 3.7 متر، وهي مجمعة في حزم تسمى وحدات الوقود ويكون شكلها شكل القفص.

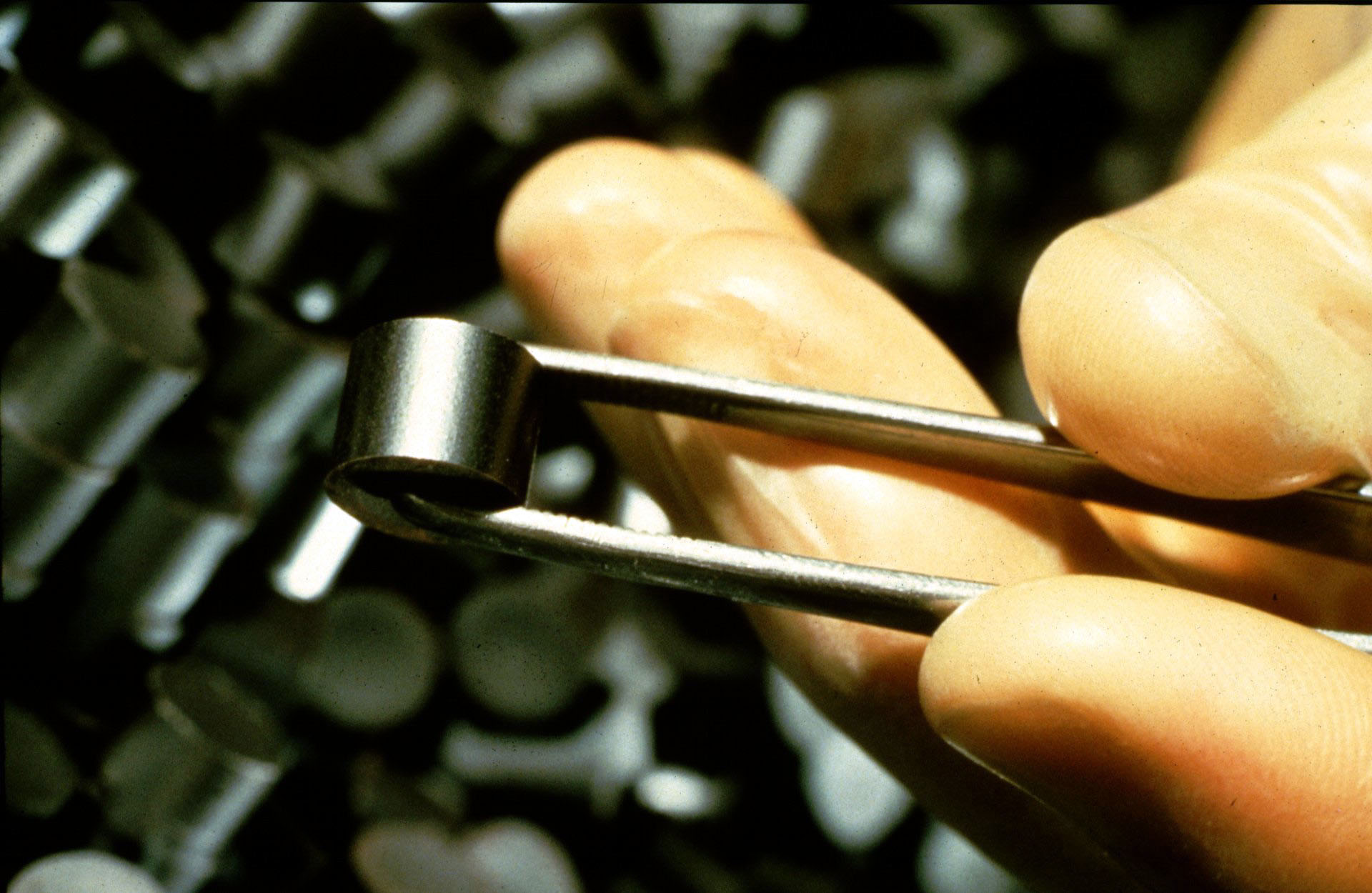
أقراص أكسيد اليورايوم. تعبأ بعد ذلك فوق بعضها البعض في أنابيب بنفس المقطع من الزركونيوم، لتكوين قضيب وقود طوله نحو 4 متر.

ويوجد في داخل كل قضيب وقود أقراص من اليورانيوم في شكل أكسيد اليورانيوم، يبلغ طول القرص نحو 2.5 سم وهي مرصوصة داخل قضيب الوقود (أنبوب) فوق بعضها. وتوجد في قلب المفاعل أيضا قضبان التحكم وهي تحتوي على مادة مثل الهافنيوم أو الكادميوم وهي تتميز بامتصاصها للنيوترونات. وعند تغطيس قضبان التحكم في قلب المفاعل فلا يمكن للتفاعل النووي أن يأخذ مجراه بسبب عدم وجود النيوترونات.
وعلى العكس عند سحب قضبان التحكم من قلب المفاعل تدريجيا تبدأ النيوترونات الاصطدام بأنوية ذرات اليورانيوم-235 أو البلوتونيوم-239 وهي من المواد الانشطارية، ويبدأ التفاعل التسلسلي يأخذ مجراه رويدا رويدا ويشتد. وتوجد جميع تلك الأجزاء في خزان ضغط أو غلاية ضغط محكمة مليئة بالماء، ويسمى خزان ضغط المفاعل.
وتحول الحرارة المتولدة عن الإنشطار في مفاعل الماء المغلي الماء إلى بخار، وهو يُوجَه مباشرة إلى تشغيل توربينات لتوليد الكهرباء. أما في مفاعل الماء المضغوط فتحول الحرارة الناشئة عن الإنشطار النووي إلى دائرة ماء لأخرى تسمى الدائرة الثانوية عن طريق مبادل حراري، والبخار المتولد في الدورة الثانوية هو الذي يستخدم لتشغيل التوربينات.
وفي كلتا الحالتين يعود البخار بعد إدارته للتوربينات إلى مكثف للماء لإعادة الدورة.

|  |  |

ويؤخذ ماء التبريد المستخدم في مكثف البخار من نهر أو بحر مجاور. ويعاد ماء تبريد المكثف إلى النهر دافئا نوعا ما. كما يمكن تبريد الحرارة الزائدة عن طريق أبراج التبريد فتنتشر الحرارة الزائدة في الجو. وتستخدم بلاد كثيرة مثل الولايات المتحدة الأمريكية والدول الأوروبية واليابان وكوريا مفاعلات الماء الخفيف لإنتاج الطاقة بالمقارنة بكندا وأيضا الصين التي تستخدم الماء الثقيل في مفاعلاتها.

### أعداد مفاعلات القوى في العالم
إحصاءات الوكالة الدولية للطاقة الذرية.
| مفاعلات تعمل.                               | 359   |
| مفاعلات في طور الإنشاء.                     | 27    |
| عدد الدول التي تستخدم مفاعلات الماء الخفيف. | 27    |
| طاقة الإنتاج الكلية(جيجا وات).              | 328.4 |

## اقرأ أيضا
| - مفاعل نووي - مفاعل نووي للأبحاث - مفاعل الأبحاث الأسترالي - مفاعل بتبريد غازي تقدمي - مفاعل كاندو - مفاعل الماء المغلي - مفاعل استنسال سريع - مفاعل سريع بتبريد الرصاص - مفاعل ملح منصهر - مفاعل بتبريد غازي تقدمي - مفاعل القدرة المائي-المائي (VVER) | - مفاعل ثابت 1 - معدل استهلاك - قائمة الحوادث النووية المدنية - تفاعل نووي - وقود نووي - سلاح نووي - تقنية نووية - مفاعل الماء الثقيل المضغوط - بطارية هايبريون الذرية - مفاعل غوندريمنغن - وقود نووي مستهلك |  |